# Clara Geoffroy
Clara Geoffroy (Parigi, 8 ottobre 1917 – Parigi, 15 aprile 2006) è stata una politica francese.

## Biografia
La madre di Clara Geoffroy, Rebecca, originaria della città crimea di Simferopoli e già militante del Partito Operaio Socialdemocratico Russo (POSDR), si era trasferita in Francia per potersi diplomare infermiera, un tipo di studi allora difficili da intraprendere in Russia alle donne, per di più ebree.
A Parigi, Rebecca una volta diplomata conobbe Paul Geoffroy, un operaio aderente al sindacato della Confédération Générale du Travail (CGT). In seguito alla Rivoluzione russa, Paul aderì alle posizioni leniniste e partecipò alla fondazione a Tours, nel dicembre 1920, del Partito Comunista Francese. Dalla loro relazione, nel 1917 nacque una figlia, Clara. Dopo la morte della madre avvenuta nel 1929, Clara aderì all'organizzazione giovanile del PCF. Nel 1934, in visita a Mosca alla zia materna col padre, si rese conto che, le condizioni di vita dei proletari russi erano molto inferiori a quelle dei dirigenti comunisti.
Tornata in Francia, Clara prese le distanze dal PCF e strinse una relazione sentimentale con Marc Chirik, moldavo di origine ebraica che, nel 1919, aveva partecipato alla fondazione del Partito Comunista di Palestina. Recatosi poi in Francia aveva aderito all'opposizione comunista di sinistra. Marc e Clara nel 1938, durante la guerra civile spagnola, si avvicinarono alle posizioni della Sinistra comunista italiana, la quale incontrava sostenitori anche in Francia e in Belgio.
Nel 1939 Marc Chirik, sebbene non avesse la cittadinanza francese, fu mobilitato nell'esercito. Catturato dai tedeschi ad Angoulême, nella Charente fu rinchiuso in un campo di internamento. Clara e un compagno della Frazione, anche lui ebreo, si recarono in bicicletta ad Angoulême, dove, nel settembre 1940 riuscirono ad organizzare l'evasione di Marc. Raggiunta Marsiglia, nella Repubblica di Vichy, contribuirono alla riorganizzazione della Frazione, lacerata dalle vicende belliche. Clara ebbe un ruolo fondamentale nel ristabilire i contatti tra i militanti, dispersi in diverse località. Inoltre Clara partecipò alle attività dell'OSE (Œuvre de secours aux enfants), il cui compito era quello di proteggere i bambini ebrei dalle persecuzioni naziste. Superata la guerra, Marc e Clara sfiorarono la morte quando, alla Liberazione, furono accusati dai partigiani stalinisti di essere complici dei tedeschi, perché sorpresi con quaderni scritti in tedesco. Erano invece le lezioni che svolgeva l'anarchico russo Boris Volin, per consentire ai comunisti internazionalisti della Frazione di scrivere gli appelli alla fraternizzazione, destinati ai tedeschi. Marc e Clara si salvarono principalmente perché entrambi ebrei.
Tornati a Parigi, presero parte alla costituzione della Sinistra Comunista Francese (Gauche Communiste de France – GCF) e strinsero contatti con il Partito Comunista Internazionalista (PCInt.) italiano. Tuttavia, fin dai primi incontri, sorsero divergenze soprattutto riguardo all'evoluzione dei rapporti interimperialistici, in quanto Chirik riteneva imminente lo scoppio della Terza guerra mondiale, con la conseguente invasione sovietica dell'Europa. Nel 1952, la GCF  fu sciolta e Marc e Clara decisero di trasferirsi in Venezuela.
A Caracas, Clara riprese la sua attività di insegnante. Nel 1955 fondò  con un collega il College Jean-Jacques Rousseau, una scuola di cui essa era la direttrice e Marc l'amministratore, il giardiniere e l'autista. La scuola, inizialmente, frequentata solo da 12 alunni, specialmente ragazze, crebbe fino ad averne un centinaio. Nel 1964, Marc riuscì a riunire un piccolo gruppo di giovani e a pubblicare la rivista Internacionalismo, vicina alla Sinistra Comunista Italiana e tedesca e critica con le teorie guerrigliere, il fochismo, allora in voga nell'America Latina. Clara impegnata nell'attività didattica non partecipò alla nuova attività politica di Marc. Quando Marc nel maggio 1968 si recò in Francia, le autorità venezuelane perquisirono la scuola, trovando i suoi documenti politici. La scuola fu chiusa e quindi demolita.
Clara, costretta ad abbandonare il Venezuela, raggiunse Marc a Parigi. Nel frattempo, a Tolosa, si era costituito il gruppo Révolution Internationale che, insieme al nucleo venezuelano ed il contributo di ambienti della sinistra rivoluzionaria di altri paesi, fu possibile costituire, nel 1975, la Corrente Comunista Internazionale. A questa organizzazione Clara fornì un costante contributo, mantenendo le relazioni con l'ambiente rivoluzionario internazionale e i suoi esponenti, quali Serge Bricianer e Jean Malaquais.